# مكعب ميتاترون

مكعب ميتاترون

مكعب ميتاترون هو اسم حديث يستعمل في عالم العصر الجديد لشكل هندسي مكون من 13 دائرة متساوية مع خطوط مستقيمة تنطلق من مركز كل دائرة وتتصل بمراكز الدوائر الإثني عشر الأخرى. كما تسمى بفاكهة الحياة.

## قيمتها
سميت بميتاترون تيمنا بالملاك المذكور في كتاب أنس الله الثاني والثالث والذي يعتبر الثاني في المرتبة بعد الإله الخالق من ناحية العلو الروحاني. ويعتبرها البعض صلة الوصل بشجرة الحياة التي منع الله البشرية من الحصول عليها عندما طرد أدم من جنة عدن، لذلك يعتقدون أن دراستها تساعد في فهم شجرة الحياة.
يمكن إنشاء الأشكال التي تمثلها الخطوط باستعمال طريقة الإسقاط العامودي لأول ثلاث صلب أفلاطوني أصلاب أفلاطونية.
.